# Norbulingka

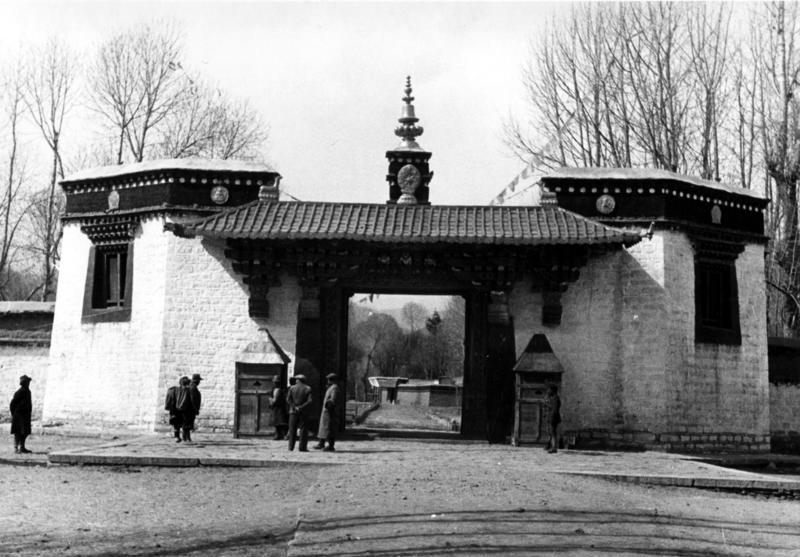
Entrada a Norbulingka, 1938

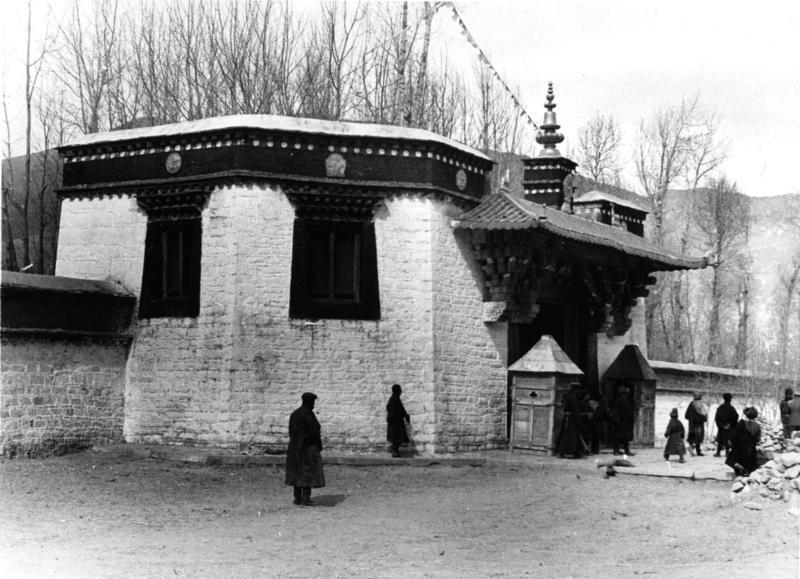
Porta principal de la residència d'estiu del Dalai Lama, 1938

Norbulingka (Tibetà estàndard: ནོར་བུ་གླིང་ཀ ; Wylie: Nor-bu-gling-ka; Xinès simplificat: 罗布林卡; Xinès tradicional: 羅布林卡; pinyin: Luóbù lín kǎ) és un palau als voltants de Lhasa, Tibet, construït el 1755. Va servir com a residència d'estiu tradicional dels Dalai Lames des del 1780 fins a l'exili del 14è Dalai Lama el 1959. Part del Conjunt històric del Palau de Potala, Norbulingka és reconegut per la UNESCO com a Patrimoni de la Humanitat, i va ser afegit com una extensió d'aquest conjunt històric el 2001. Va ser construït pel 7è Dalai Lama i va servir tant com a centre administratiu com religiós.
El palau de Norbulingka està situat a una distància curta a l'oest de Lhasa i al sud-oest del Palau de Potala. Amb una superfície d'unes 36 hectàrees és considerat com el jardí més gran fet per l'home al Tibet.
Norbulingka és considerat el primer parc de tots els parcs hortícoles en entorns ètnics similars al Tibet. Durant l'estiu i els mesos de tardor, els parcs del Tibet (incloent el Norbulingka), es converteixen en centres d'entreteniment amb ball, cant, música i festes. El parc és on se celebra anualment el festival Sho Dun o 'Festival del Iogurt'.
El palau de Norbulingka s'ha relacionat majoritàriament amb els 13è i el 14è Dalai Lames que van encarregar la majoria de les estructures que hi ha. Al 1950, durant la invasió xinesa del Tibet, alguns edificis va ser destruïts, però han estats reconstruïts a començaments del 2003, quan el govern xinès ha començat les feines de restauraciço d'alguns dels edificis afectats, la vegetació, els jardins de flors i els llacs.

## Noms
En Tibetà, Norbulingka significa “Jardí del Tresor” o Parc del Tresor. La paraula 'Lingka' al Tibet, normalment s'utilitza per definir tots els parcs hortícoles de Lhasa i també d'altres ciutats. Quan al 1966 va començar la Revolució Cultural, Norbulingka es va rebatejar com el parc de les persones i es va obrir al públic.

## Geografia i entorn
El palau, amb 374 habitacions, està localitzat 3 quilòmetres a l'oest del Palau Potala, que era el palau d'hivern. Està al suburbi occidental de la Ciutat de Lhasa, a la riba riu Kyichu. Quan es va iniciar la construcció del palau (durant el període del 7è Dalai Lama) a la dècada del 1740, el lloc era una terra estèril, cobert de males herbes i matolls i infestat d'animals salvatges.
El parc, situat a una altitud de 3.650 metres, te jardins de roses, petúnies, malva-roses, calèndules, crisantems i files de tests i plantes rares. Hi ha arbres de fruita com pomers, presseguers i albercocs, però les fruites no hi maduren. També hi ha pollancres i bambú. En el seu apogeu, els terrenys de Norbulingka els seus llacs eren també la llar de vida silvestre com els paons i anecs canyella. Era un parc molt gran i ben distribuït on es podia gaudir de la bellesa de l'entorn. Els jardins són un dels llocs preferits per fer-hi pícnic, i proporcionen un lloc molt bonic pel teatre, la dansa i els festivals, particularment el Shodun o el 'Festival del Iogurt', el qual és fa principis d'Agost, amb les famílies acampant al recinte durant dies, amb catifes acolorides i gaudint del temps d'estiu a gran altura.
També hi ha un zoològic, inicialment per tenir-hi els animals donats als Dalai Lames. Als anys 50 del segle xx, Heinrich Harrer va ajudar al 14è Dalai Lama a construir un petit cinema.

## Història

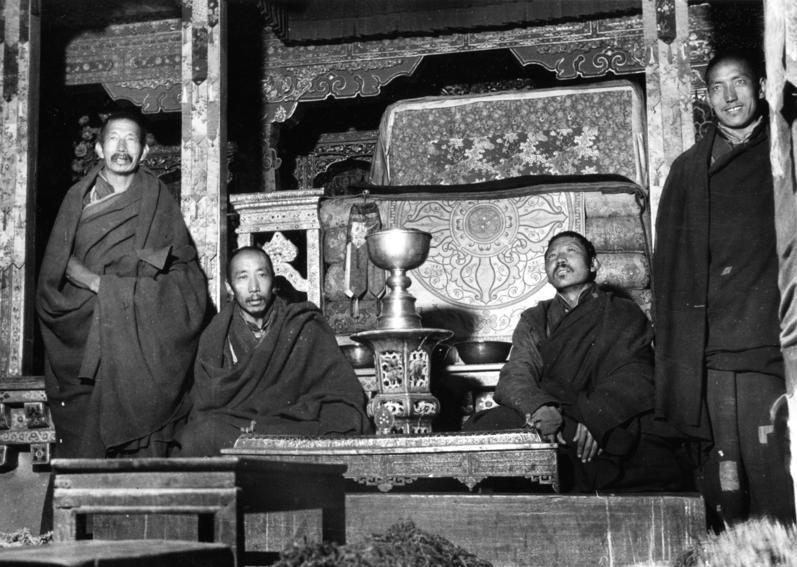
Monjos davant del tron del Dalai Lama, Norbulingka. 1938.

Norbulingka i el Palau dels Dalai Lames va ser construït aproximadament uns 100 anys després del Palau Potala al cim Parkori a l'oest del Palau Potala. Té unes 36 hectàrees de superfície i era per a l'ús exclusiu del Dalai Lama durant els mesos d'estiu. Tenzing Gyatso actual 14è Dalai Lama, s'hi va quedar fins que va fugir a l'India. El palau i el parc van ser començats pel 7è Dalai Lama al 1755 i es van acabar el 1783 per Jampel Gyatso, vuitè Dalai Lama, i va passar a ser la residència d'estiu.
La història inicial de Norbulingka es remunta a l'existència d'una font situada a aquesta ubicació, qua era utilitzada durant els mesos d'estiu pel 7è Dalai Lama per guarir els seus problemes de salut. La Dinastia Qing va permetre al Dalai Lama que construís un palau a aquesta ubicació per la seva estada i de pavelló de descans. Ja els subsegüents Dalai Lames també es s'hi van quedar durant els seus estudis (abans de l'entronització) i com a centre d'estiu, així que Norbulingka va ser conegut com el Palau d'estiu del Dalai Lama.

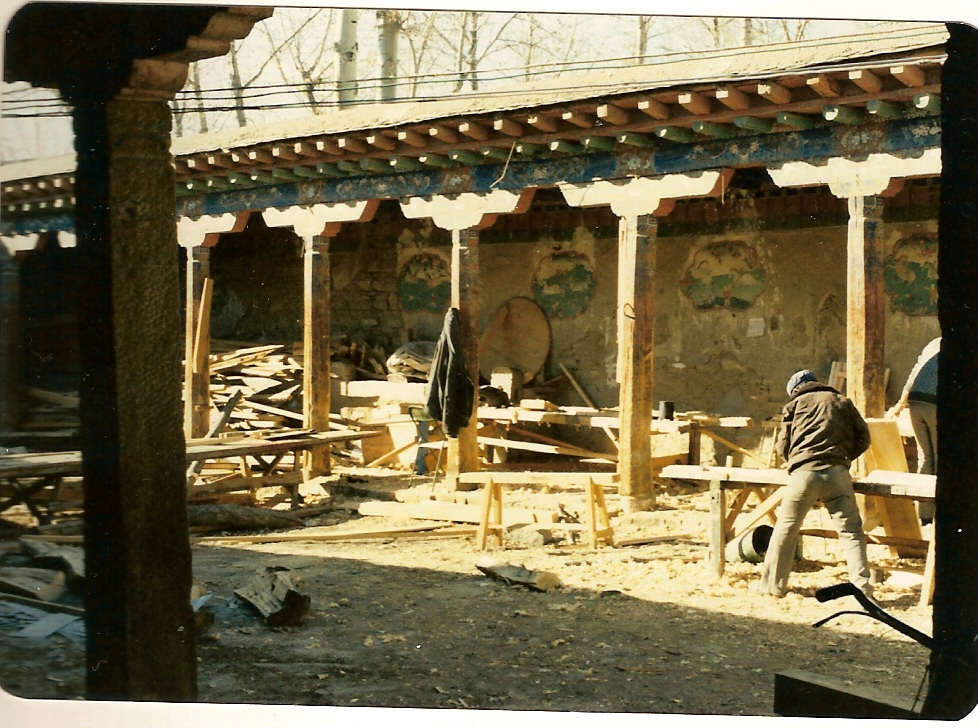
Els estables del Dalai Lamas a Norbulingka al 1986

El 8è Dalai Lama hi fa afegir molt palaus i jardins al complex de Norbulingka tot i que es creu que del 6è al 12è Dalai Lames varen morir joves i sota circumstàncies misterioses, potser enverinats. La major expansió de Norbulingka es creu que va ser deguda als 13è i 14è Dalai Lamas.
Va ser des del Palau de Norbulingka que el Dalai Lama va fugir a Índia el 17 de març de 1959, sota la ferma convicció que seria capturat pels xinesos. Aquell dia, el Dalai Lama es va vestir com un tibetà normal, i portant un rifle a la seva espatlla, va deixar el Palau de Norbulinga i el Tibet per buscar asil a l'Índia. Com que en aquells moments hi havia una tempesta de pols, no va ser reconegut. Segons Reuters, «El Dalai Lama i els seus oficials, que també havien fugit del palau, van sortir de la ciutat a cavall per reunir-se s durant el trajecte a l'Índia». El xinesos van descobrir aquesta gran escapada dos dies més tard. Varen viatjar a través del Himalaia durant dues setmanes, i finalment varen travessar la frontera índia on van rebre asil polític. Norbulingka va ser més tard envoltada per manifestant i sotmesa a un atac Xinès.
La residència d'estiu del Dalai Lama, localitzada al Parc Norbulingka, ara és una atracció turística. El palau té una gran col·lecció italiana de làmpades de sostre tipus aranya, frescos d'Ajanta, catifes tibetanes, entre altres coses. En algunes habitacions hi ha murals de Buddha i del 5è Dalai Lama. Es poden visitar la habitació de meditació, el dormitori, la sala de conferencies i el bany del 14è Dalai Lama poden ser visitades pels turistes.

## Traçat
Construït al segle xviii, el Palau Norbulingka i els jardins que hi ha dins del recinte ha experimentat diverses afegits al llarg dels anys. Tot el complex cobreix una àrea de jardí de 3,6 km² incloent 3,4 km² d'una rica terra de pastura verda amb boscos. És conegut com el jardí més alt del món i ha obtingut l'epítet de Plateau Oxigen Bar.
Norbulingka és el jardí hortícola artificial més antic, més gran i millor conservat del món, on es mescla jardineria amb arquitectura i escultures de diversos grups ètnics tibetans; on s'hi conserven unes 30,000 relíquies culturals de l'antiga història tibetana. El complex està dividit en cinc seccions: El grup d'edificis que hi ha l'esquerra de la porta d'entrada és el Kelsang Phodang (El nom complet d'aquest palau és bskal bzang bde skyid pho brang), que va rebre aquest nom després del 7è Dalai Lama, Kelsang Gyatso (1708–1757). És un palau amb tres pisos amb cambres per adorar a Buddha, dormitoris, habitacions de lectura i de recolliment. El Khamsum Zilnon, un pavelló de dos pisos, està al davant de la porta d'entrada. El 8è Dalai Lama, Jamphel Gyatso (1758–1804) va ampliar d'un forma important el palau afegint-hi tres temples i les parets perimetrals del sector sud-est i una plantació d'arbres de fruita i fulla perenne de diferents zones del Tibet. El jardí era molt ben cuidat per un gran grup de jardiners. Al nord-oest de Kelsang Phodrong hi ha el Tsokyil Phodrong, un pavelló al mig d'un llac. Al costat oest de Norbulingka hi ha el Daurat Phodron, que es va construir per un benefactor al 1922, i un grup d'edificis que van ser construïts durant el temps del 13è Dalai Lama. El 13è Dalai Lama va ser responsable d'alguns modificacions arquitectòniques, com les grans portes vermelles del palau; ell també va millorar el jardí Chensel Lingkha del nord-oest. Al nord de Tsokyil Phodrong hi ha el Takten Migyur Phodrong que va ser construït al 1954 pel 14è Dalai Lama i que és el palau més elegant del complex, es una fusió d'un temple i d'una vil·la. El nou palau d'estiu, al sud, va ser construït amb fons de Govern Central, i acabat al 1956.
L'edifici més antic és el palau Kelsang, construït pel Setè Dalai Lama quin és un bonic exemple de l'arquitectura del Barret Groc. Els Dalai Lames miraven des del primer pis d'aquest palau, les òperes popular que es feien davant del pavelló Khamsum Zilnon durant el festival Shoton. La habitació del tron, que ha sigut totalment restaurada també és molt interessant visitar-la.
L'àrea més impressionant de Norbulingka és el Palau de Llac, construït a la zona sud-oest. Al centre del llac hi ha tres illes que van ser connectades a terra per ponts curts. Es va construir un palau a cada illa. Un estable de cavalls i una fila de quatre cases hi havia els regals que els emperadors xinesos i altres dignataris estrangers feien als Dalai Lames.
Al 1954 es va començar la construcció del Palau Nou per l'actual Dalai Lama, i es va acabar al 1956. És un edifici de dues plantes d'estil tibetà modern amb un complex entramat d'habitacions i sales molt ornamentades on també hi ha capelles, jardins, fonts i piscines. En el primer pis d'aquest edifici, hi ha 301 pintures (frescs) sobre l'historia tibetana de l'època de quan el Dalai Lama i el Panchen Lama varen conèixer el President Mao Zedong. Des de 1986, el palau va tenir una antiga ràdio russa, i una consola Philips amb vells discs de 78 rpm.

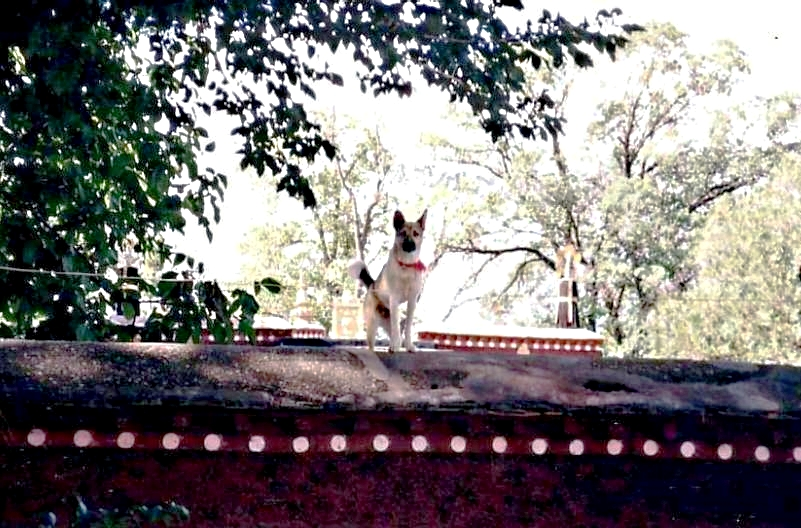
Gos guardià sobre una paret de Norbulingka

Tot el conjunt de Norbulingka estava delimitat per dos conjunts de parets. L'àrea envoltada per la paret interior, pintada de color groc, era exclusivament per l'ús del Dalai Lama i els seus assistents. Els funcionaris i la família reial del Dalai Lama vivien en la zona entre la paret groga interior i la paret exterior. Hi havia un codi de vestimenta que havia de ser seguit per tots els visitants de palau però els que ja portaven un vestit Tibetan la entrada els era permesa. Hi havia guarides a les postres d'entrada que controlaven tot això i asseguraven que ningú que portes un barret occidental pogués entrar (Al Tibet, es va fer molt popular portar aquests barrets en el temps de Lhamdo Dhondups). També estava prohibit portar calçar dins del recinte. Les guàrdies que hi havia a la porta oferien una salutació militar formal als nobles i oficials d'alt rang que visitaven Norbulingka (els funcionaris d'un rang inferior tambe rebien una salutació al entrar). Les portes que hi havia fora de la paret groga eren fortament protegides. Només el Dalai Lama i els seus guardians podien passar a través d'aquestes portes. Mastins tibetans que vivien en nínxols (forats) a les parets i lligats en corretges molt llargues de cabell de Iac, patrullaven tot el perímetre del Norbulingka.
A la porta est de Norbulingka hi ha dues estàtues de Lleons de les neu abrigades amb khatas (bufandes blanques primes que s'ofereixen com a signe de respecte). Al costat del Lleó de Neu de l'esquerra hi ha un cadell de lleó. El mític Lleó de Neu és un símbol del Tibet que segons la llegenda salten d'un cim nevat a un altre. Actualment la majoria dels edificis estan tancats i s'han convertit en magatzems o s'utilitzen com oficines pel personal de manteniment. Actualment, alguns edificis addicionals con quioscs de records pels visitants.

## Restauració i preservació

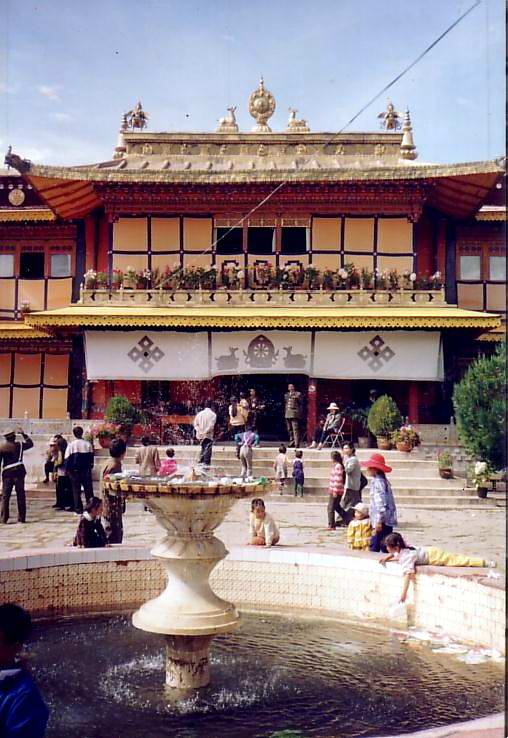
Norbulingka, August, 1993

Durant la Revolució Cultural, el complex de Norbulingka va patir nombrosos danys. Tanmateix, el 2001, el Comitè Central del Govern xinès en la seva quarta sessió del Tibet va decidir restaurar el complex a la seva glòria original. Un fons de subvenció de 67,4 milions de Iuan va ser aprovat pel Govern Central al 2002 per fer feines de restauració. Aquestes feines de restauració van començar al 2003 al cobert del palau Kelsang Phodron, les oficines del Gabinet Kashak i moltes altres estructures.
Al 1959, Norbulingka va ser declarat com a parc públic i al 1988 va ser declarat Relíquia Cultural Important de la Unitat Nacional pel consell Estatal. El 14 de desembre de 2001, la UNESCO el va declarar Patrimoni de la Humanitat com a part del conjunt històric del Palau de Potala. El conjunt històric te tres monuments: el Palau Potala (palau d'hivern del Dalai Lama), el Monestir de Jokhang i Norbulingka (palau d'estiu del Dalai Lama). L'administració de Turisme xinesa, al 2001 el va catalogar amb el grau 4 dins dels diferents nivells del Turisme Nacional.

## Festivals

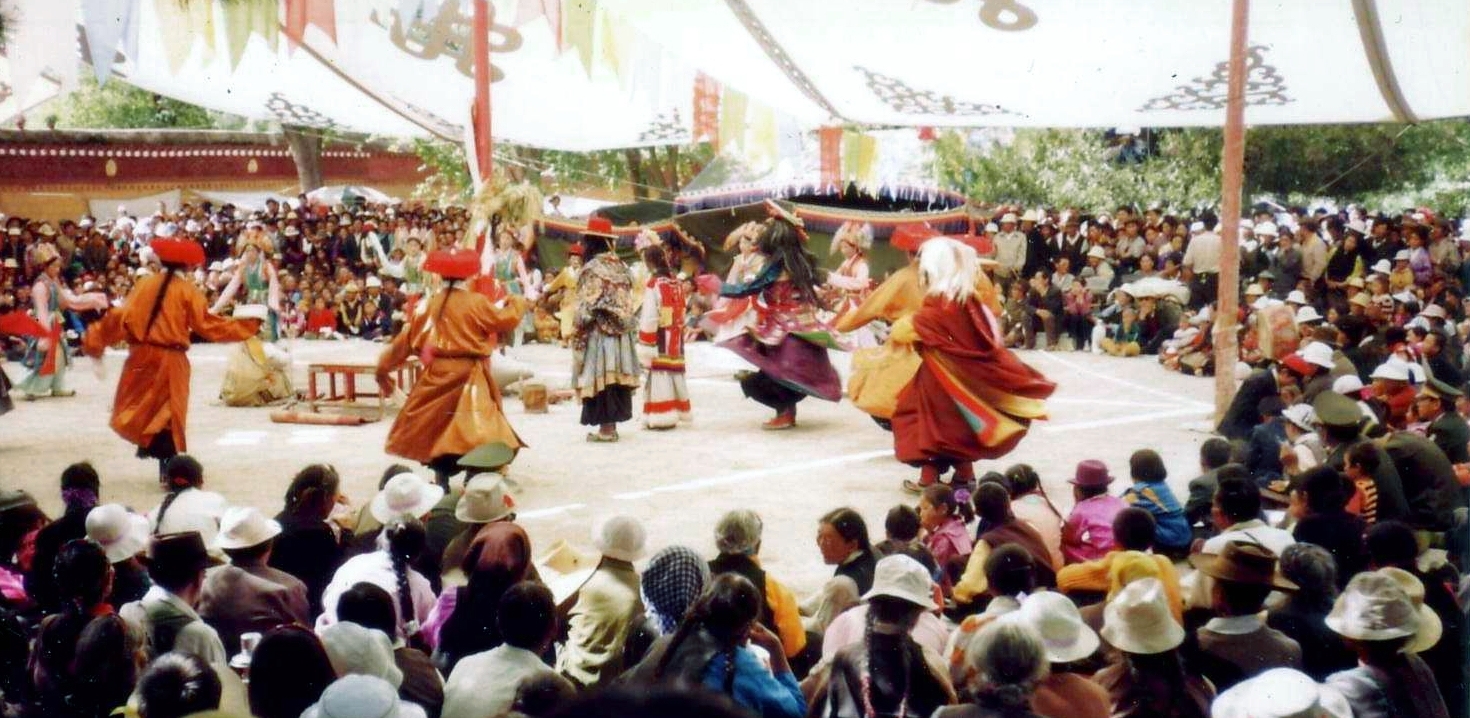
Dansa al Festival Sho Dun, Norbulingka, 1993

Sho Dun Festival, també va escrit com Shoton Festival i popularment conegut com el Festival del Iogurt, és un festival anual celebrat a Norbulingka. La data del festival s'estableix segons el calendari Tibetà, que es un calendari basat en la Lluna. El festival és celebra el primers set dies del període de Lluna plena del setè mes (juliol/agost segons el calendari Gregorià). La setmana del festival es caracteritza pel menjar i el veure, amb Ache Lhamo, i actuacions de opera tibetana, amb el parc com a punt neuràlgic però també celebrat a altres llocs en la ciutat. Les curses de Iak són una gran atracció que se celebren a l'estadi de Lhasa. Durant aquest festival, se celebren les famoses trobades d'òpera de diferents regions del Tibet; la primera trobada d'òpera va ser fundada al segle xv per Tangtong Gyelpo, que és considerat el Leonardo da Vinci del Tibet. Amb el plas del segles s'afegeixen al repertori altres formats d'òpera de la sèrie 'Mascar Blanca' i la innovadora 'sèrie Negra més Emmascarada. Tot això i posteriors innovacions es fan al festival Sho Dun. El xinesos fan les festes del calendari xinès als terrenys de Norbulingka amb ball i música tibetana i amb el patrocini del Govern. Els Tibetans hi fan les festes tibetanes amb musica tibetana.
Des del regnat del 7è Dalai Lama en endavant, el seu canvi anual de residència del Palau Potala al Palau Norbulingka també era esdeveniment festiu. En el seu trasllat, el Dalai Lama solia ser seguit per tota una processió.

## Galeria

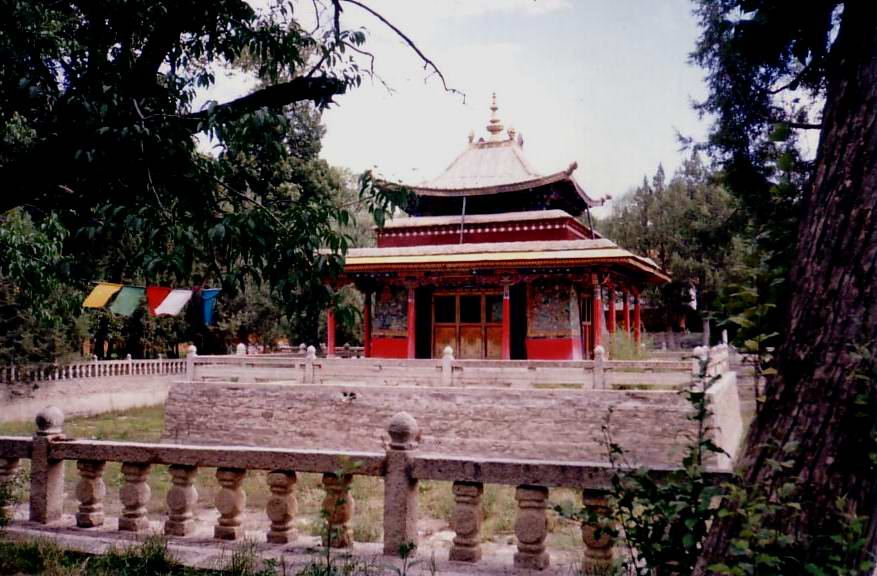
Norbulingka, 1993
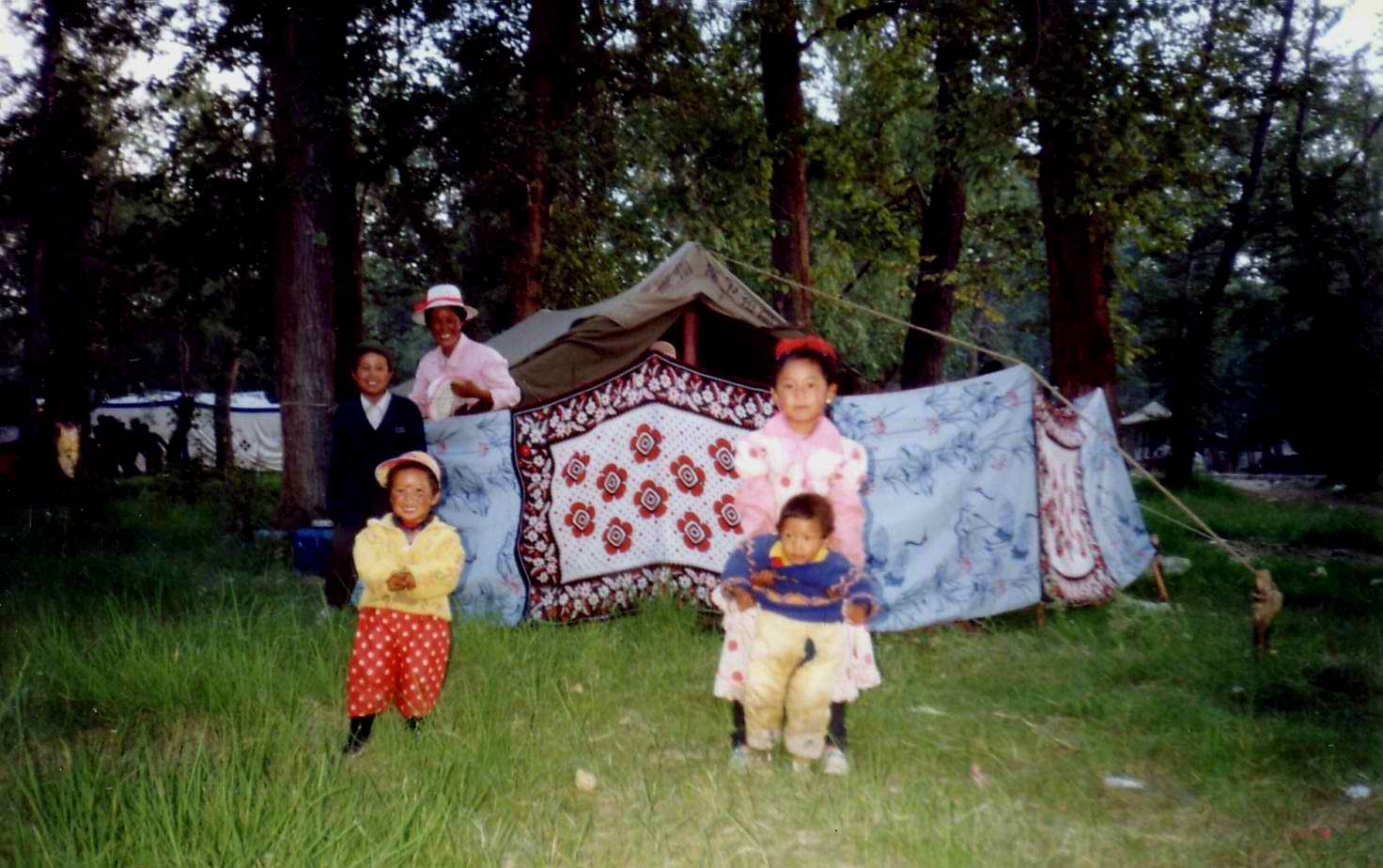
Família tibetana al Festival Sho Dun, Norbulingka, 1993
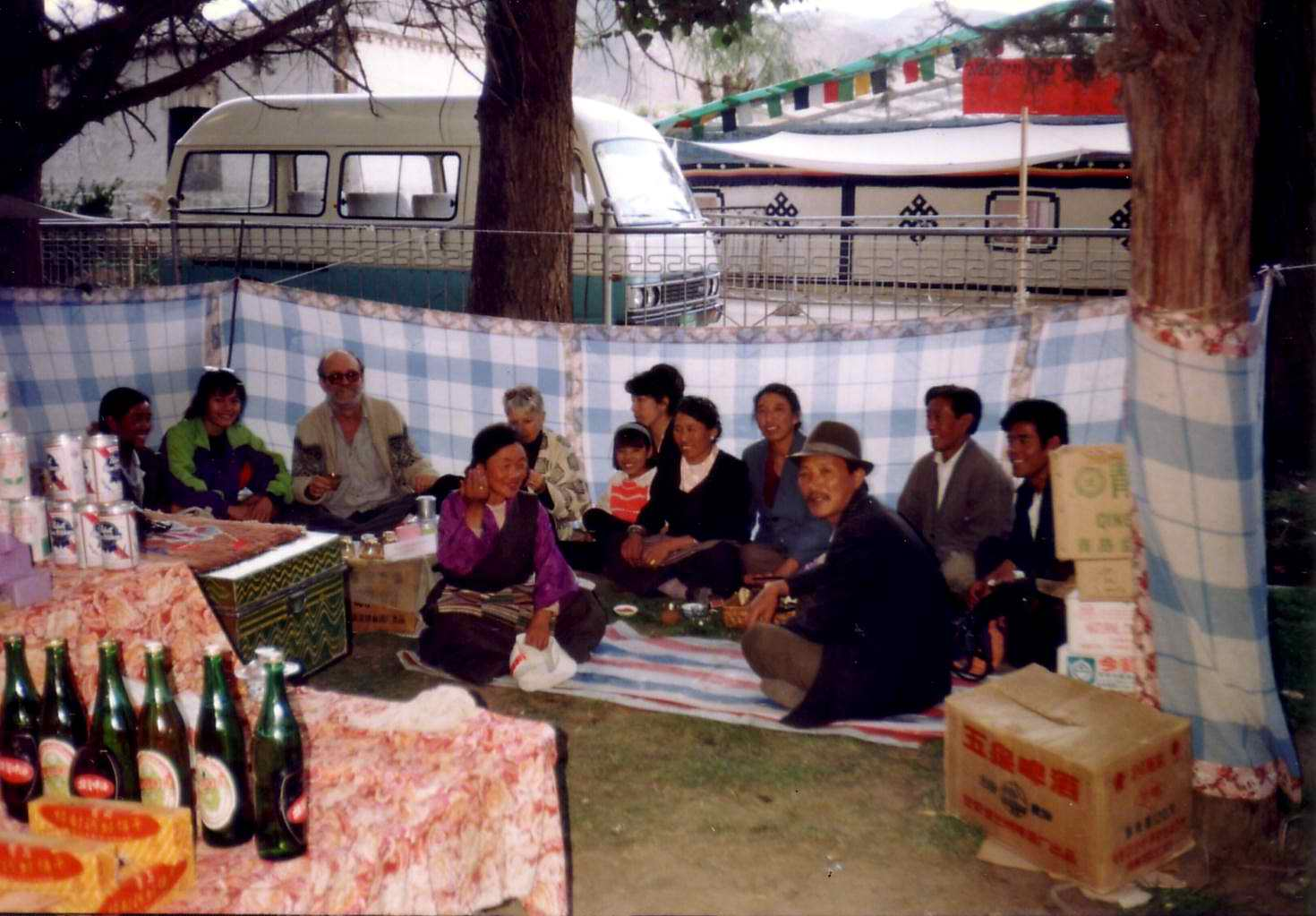
Festa al Festival Sho Dun, Norbulingka, 1993
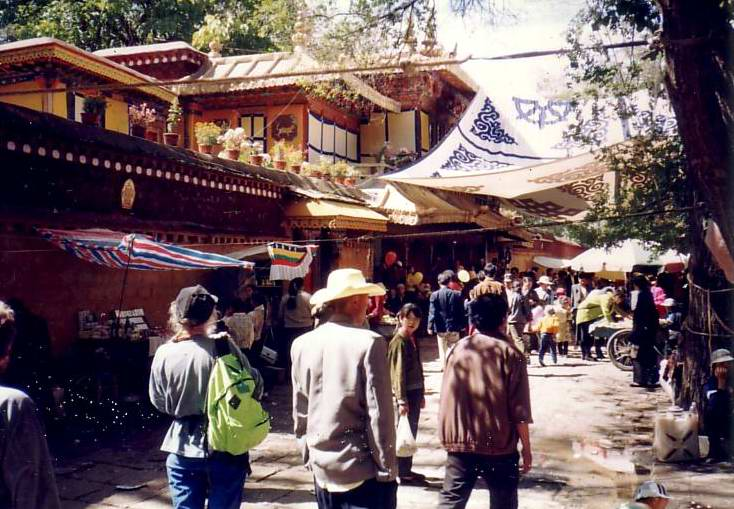
Norbulingka. Sho Dun, el 'Festival del Iogurt', 1993.

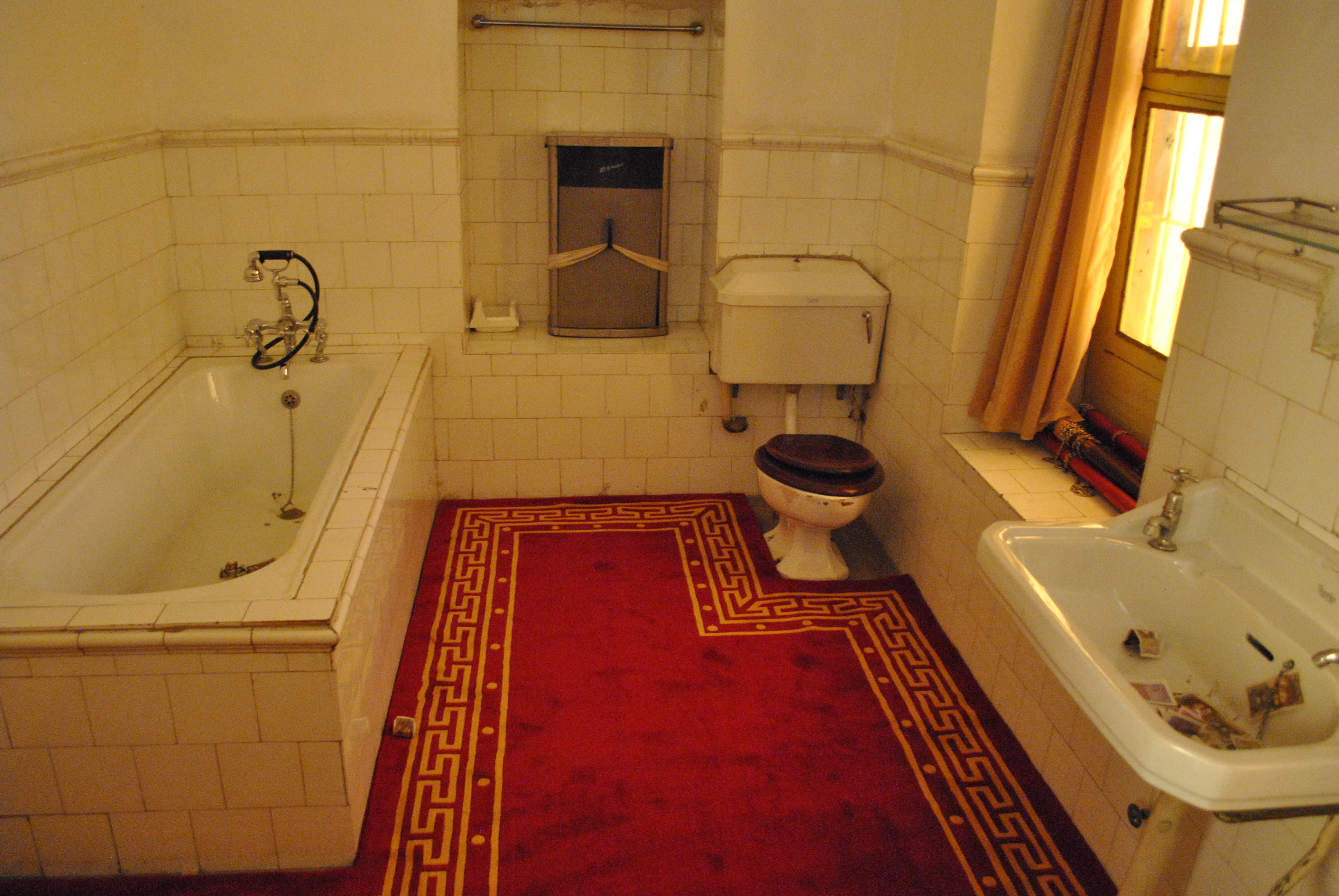
Bany del 14è Dalai Lama a Norbulingka